# Вашура, Пётр Владимирович
Пётр Владимирович Вашура (27 декабря 1912, Белокуракино — 14 октября 1981, СССР) — советский военный, государственный и политический деятель, генерал-майор (8 августа 1955), генерал-лейтенант (16 июня 1965).

## Биография
Родился в 1912 году. Украинец. Член ВКП(б) с 1931 года. В 1932—1933 гг. проходил срочную службу. До войны работал секретарём парткома овцеводческого совхоза, в аппарате обкома партии.
С 1941 года — на военной службе. Секретарь партийной комиссии 310-й стрелковой дивизии, начальник политотдела, военком бригады, замполит командира 265-й стрелковой Выборгской дивизии, заместитель начальника политотдела 1-й Ударной армии, начальник организационно-инструкторского отдела Политического управления Восточно-Сибирского военного округа (1945—1946), начальник политотдела дивизии, корпуса, армии в Западно-Сибирском и Дальневосточном военных округах (1946—1952), слушатель Военной академии Генерального штаба (1952—1954), заместитель начальника, начальник политуправления Группы советских войск в Германии (1954—1957), начальник политуправления Северо-Кавказского (1957—1960) и Забайкальского военных округов (1960—1962), старший инспектор Главного политуправления СА и ВМФ (1962—1963), начальник политуправления Уральского военного округа (1963—1971).
Избирался депутатом Верховного Совета РСФСР 5-го и 7-го созывов.
Умер в 1981 году. Похоронен на Кунцевском кладбище.